# Ksenija Il'čenko
Ksenija Aleksandrovna Il'čenko Parubec (in russo Ксения Александровна Ильченко Парубец?; Ekaterinburg, 31 ottobre 1994) è una pallavolista russa.
Gioca nel ruolo di schiacciatrice nell'Uraločka.

## Carriera

### Club
La carriera di Ksenija Il'čenko, figlia dell'ex pallavolista Irina Smirnova e nota dal 2016 come Ksenija Parubec in seguito al matrimonio, inizia nel 2008 quando entra nelle giovanili dell'Uraločka, fino alla stagione 2012-13 quando viene promossa in prima squadra, in Superliga.

### Nazionale
A partire dal 2011 fa parte delle nazionali giovanili russe disputando con la Russia under 19 i campionati europei di categoria 2012, al termine dei quali viene premiata come miglior servizio della manifestazione, e il mondiale under 20 nel 2013. Nel 2015 ottiene le prime convocazioni nella nazionale maggiore con la quale, nello stesso anno, si aggiudica la medaglia d'argento al World Grand Prix e quella d'oro al campionato europeo. Nel 2019 giunge al terzo posto in Coppa del Mondo.

## Palmarès

### Nazionale (competizioni minori)
- Montreux Volley Masters 2018

### Premi individuali
- 2012 - Campionato europeo under 19: Miglior servizio